# NASCAR Grand National Series 1955
De NASCAR Grand National Series 1955 was het zevende seizoen van het belangrijkste NASCAR kampioenschap dat in de Verenigde Staten gehouden wordt. Het seizoen startte op 7 november 1954 op de Tri-City Speedway in High Point en eindigde op 30 oktober 1955 op de Occoneechee Speedway. Tim Flock won het kampioenschap.

## Races
Top drie resultaten.
| '  | Datum  | Race              | Circuit                          | Winnaar         | Tweede          | Derde          |
| 1  | 7-nov  | Race 1            | Tri-City Speedway                | Lee Petty       | Buck Baker      | Herb Thomas    |
| 2  | 6-feb  | Race 2            | Palm Beach Speedway              | Herb Thomas     | Jack Choquette  | Buck Baker     |
| 3  | 13-feb | Race 3            | Speedway Park                    | Lee Petty       | Dick Rathmann   | Herb Thomas    |
| 4  | 27-feb | Race 4            | Daytona Beach & Road Course      | Tim Flock       | Lee Petty       | Ray Duhigg     |
| 5  | 6-mrt  | Race 5            | Oglethorpe Speedway              | Lee Petty       | Don White       | Dick Rathmann  |
| 6  | 26-mrt | Race 6            | Columbia Speedway                | Fonty Flock     | Don White       | Dick Rathmann  |
| 7  | 27-mrt | Race 7            | Occoneechee Speedway             | Jim Paschal     | Buck Baker      | Don White      |
| 8  | 3-apr  | Wilkes County 160 | North Wilkesboro Speedway        | Buck Baker      | Dick Rathmann   | Curtis Turner  |
| 9  | 17-apr | Race 9            | Montgomery Speedway              | Tim Flock       | Joel Million    | Fonty Flock    |
| 10 | 24-apr | Race 10           | Langhorne Speedway               | Tim Flock       | Buck Baker      | Junior Johnson |
| 11 | 1-mei  | Race 11           | Charlotte Speedway               | Buck Baker      | Tim Flock       | Dave Terrell   |
| 12 | 7-mei  | Race 12           | Hickory Motor Speedway           | Junior Johnson  | Tim Flock       | Jim Paschal    |
| 13 | 8-mei  | Race 13           | Arizona State Fairgrounds        | Tim Flock       | Marvin Panch    | Clyde Palmer   |
| 14 | 15-mei | Race 14           | Tucson Rodeo Grounds             | Danny Letner    | Allen Adkins    | Lloyd Dane     |
| 15 | 15-mei | Race 15           | Martinsville Speedway            | Tim Flock       | Lee Petty       | Junior Johnson |
| 16 | 22-mei | Richmond 200      | Richmond International Raceway   | Tim Flock       | Fonty Flock     | Lee Petty      |
| 17 | 28-mei | Race 17           | North Carolina State Fairgrounds | Junior Johnson  | Fonty Flock     | Buck Baker     |
| 18 | 29-mei | Race 18           | Forsyth County Fairgrounds       | Lee Petty       | Jim Paschal     | Fred Dove      |
| 19 | 10-jun | Race 19           | Lincoln Speedway                 | Junior Johnson  | Tim Flock       | Buck Baker     |
| 20 | 17-jun | Race 20           | Monroe County Fairgrounds        | Tim Flock       | Fonty Flock     | Bob Welborn    |
| 21 | 18-jun | Race 21           | Fonda Speedway                   | Junior Johnson  | Tim Flock       | Lee Petty      |
| 22 | 19-jun | Race 22           | Airborne Speedway                | Lee Petty       | Buck Baker      | Tim Flock      |
| 23 | 24-jun | Race 23           | Southern States Fairgrounds      | Tim Flock       | Buck Baker      | Gwyn Staley    |
| 24 | 6-jul  | Race 24           | Piedmont Interstate Fairgrounds  | Tim Flock       | Fonty Flock     | Lee Petty      |
| 25 | 9-jul  | Race 25           | Columbia Speedway                | Jim Paschal     | Jimmie Lewallen | Tim Flock      |
| 26 | 10-jul | Race 26           | Asheville-Weaverville Speedway   | Tim Flock       | Fonty Flock     | Jim Paschal    |
| 27 | 15-jul | Race 27           | Morristown Speedway              | Tim Flock       | Lee Petty       | Dave Terrell   |
| 28 | 29-jul | Race 28           | Altamont-Schenectady Fairgrounds | Junior Johnson  | Jim Paschal     | Lee Petty      |
| 29 | 30-jul | Race 29           | New York State Fairgrounds       | Tim Flock       | Jimmie Lewallen | Lee Petty      |
| 30 | 31-jul | Race 30           | Bay Meadows Speedway             | Tim Flock       | John Kieper     | Danny Letner   |
| 31 | 5-aug  | Race 31           | Southern States Fairgrounds      | Jim Paschal     | Gwyn Staley     | Buck Baker     |
| 32 | 7-aug  | Race 32           | Forsyth County Fairgrounds       | Lee Petty       | Jim Paschal     | Buck Baker     |
| 33 | 14-aug | Mid-South 250     | Memphis-Arkansas Speedway        | Fonty Flock     | Speedy Thompson | Tim Flock      |
| 34 | 20-aug | Race 34           | Raleigh Speedway                 | Herb Thomas     | Tim Flock       | Bob Welborn    |
| 35 | 5-sep  | Southern 500      | Darlington Raceway               | Herb Thomas     | Jim Reed        | Tim Flock      |
| 36 | 11-sep | Race 36           | Montgomery Speedway              | Tim Flock       | Herb Thomas     | Bob Welborn    |
| 37 | 18-sep | Race 37           | Langhorne Speedway               | Tim Flock       | Herb Thomas     | Fonty Flock    |
| 38 | 30-sep | Race 38           | Raleigh Speedway                 | Fonty Flock     | Herb Thomas     | Tim Flock      |
| 39 | 6-okt  | Race 39           | Greenville-Pickens Speedway      | Tim Flock       | Junior Johnson  | Bob Welborn    |
| 40 | 9-okt  | Race 40           | Memphis-Arkansas Speedway        | Speedy Thompson | Marvin Panch    | Jimmy Massey   |
| 41 | 15-okt | Race 41           | Columbia Speedway                | Tim Flock       | Buck Baker      | Herb Thomas    |
| 42 | 16-okt | Race 42           | Martinsville Speedway            | Speedy Thompson | Bob Welborn     | Jim Paschal    |
| 43 | 16-okt | Race 43           | Las Vegas Park Speedway          | Norm Nelson     | Bill Hyde       | Bill West      |
| 44 | 23-okt | Wilkes 160        | North Wilkesboro Speedway        | Buck Baker      | Lee Petty       | Gwyn Staley    |
| 45 | 30-okt | Race 45           | Occoneechee Speedway             | Tim Flock       | Curtis Turner   | Buck Baker     |

## Eindstand - Top 10
| 1  | Tim Flock       | 9596 |
| 2  | Buck Baker      | 8088 |
| 3  | Lee Petty       | 7194 |
| 4  | Bob Welborn     | 5460 |
| 5  | Herb Thomas     | 5186 |
| 6  | Junior Johnson  | 4810 |
| 7  | Eddie Skinner   | 4652 |
| 8  | Jim Paschal     | 4572 |
| 9  | Jimmie Lewallen | 4526 |
| 10 | Gwyn Staley     | 4360 |